# Horkos

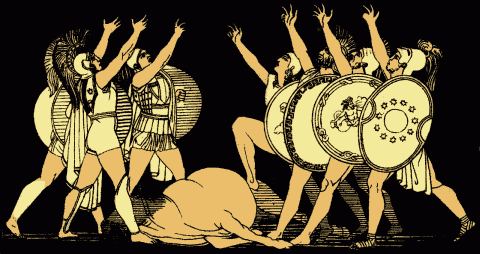
Il giuramento dei sette contro Tebe

Horkos (in greco antico:  ὅρκος?, "giuramento"), nella mitologia greca, è il Dio (o demone) che personifica la maledizione inflitta a colui che giura il falso.

## Horkos secondo Esiodo
Esiodo, nella sua Teogonia, lo identifica come il figlio di Eris (“Discordia”) e fratello di:
- Disnomia, la disobbedienza alle leggi, il malgoverno
- Ate, l'errore, la rovina
- Le Makhai, spiriti delle battaglie
- Ponos, il travaglio, la fatica
- Lethe, l'oblio
- Limos, la fame
- Algea, i dolori
- Isminai, i combattimenti
- Fonoi, gli omicidi
- Androktasiai, le stragi
- Neikea, i litigi
- Pseudo-logoi, le bugie
- Amfilogie, le dispute

Nelle sue Le opere e i giorni, Esiodo afferma che le Erinni (Furie) hanno assistito Eris alla nascita di Horkos:

## Altri autori
Una delle Favole di Esopo racconta la storia di un tale aveva ricevuto un prestito da un amico e contava di non restituirglielo. A tal scopo se ne andò dalla città e in più giurò di non aver ricevuto alcun prestito, ma per questo motivo fu punito da Horkos prima di quanto si aspettasse.
La favola insegna che non ci son date fisse per la punizione degli empi.
Nelle sue Storie, Erodoto narra di Glauco, figlio di Epicide, interpellò l'oracolo di Delfi per sapere se gli conveniva violare un giuramento per un guadagno immediato, pensando che alla fine tutti devono morire, sia chi li rispetta chi no, ma l'oracolo lo mise in guardia che così la sua progenie sarebbe stata perseguitata dal figlio di Horkos, che, senza nome, senza mani e senza piedi, avrebbe comunque raggiunto e posto fine a tutta la sua discendenza.
Nelle Georgiche, Virgilio parla di Horkos (nominandolo Orco) quale figlio di Gea, mentre pseudo-Igino, nella sua Prefazione, quale figlio di Gea ed Etere.

## Divinità correlate
- Eris - Madre di Horkos, personificazione della discordia
- Orco - Omofono Dio romano degli Inferi
- Sanco o Semone -  Divinità sabina e della prima mitologia romana, protettrice dei giuramenti.

## Altri usi
- Horkos, o Horkios, è anche uno degli epiteti di Zeus.